# ناهدة نكد
ناهدة نكد هي صحفية لبنانية-فرنسية-إيطالية شغلت منصب مديرة القسم العربي في قناة فرانس 24 وتعمل حالياً كمستشارة دولية في الدبلماسية العامة. حصلت على جائزة امرأة العام العربية في حفل تكريم المنجزين العرب في لبنان.

## مسيرتها المهنية
- 1982-1985: صحفية ومراسلة في مجلة الحوداث.
- 1987-1991: منتجة صحفية في مكتب تي أف 1 في روما
- 1991-1994: صحفية في الخدمة الخارجية لتي إف 1 في باريس
- 1994-2008: مراسلة في الدرجة الأولى في تي إف 1
- 2008- فبراير 2012: رئيسة قسم اللغة العربية في فرانس 24 وراديو مونت كارلو الدولية.
- فبراير 2012: مديرة التحرير بثلاث قنوات فرانس 24.
- فبراير 2013 حتى الوقت الحاضر: مستشارة دولية في الدبلوماسية العامة.

## جوائز
- جائزة المرأة العربية للعام من جوائز تكريم للإنجازات العربية في عام 2010.
- جائزة المرأة الذهبية لعام 2014.[2]

## حياتها الشخصية
تستطيع ناهدة التحدث باللغة العربية والفرنسية والإنجليزية والإيطالية بطلاقة.